# Мутатор
«Мутатор» (англ. Mutator) — американський фантастичний фільм 1989 року.

## Сюжет
В одній з лабораторій вчені проводять досліди з генної інженерії. В результаті мутацій з'являється нова істота зі схильністю до знищення всього живого. Звір виривається на свободу, вбиваючи всіх на своєму шляху. Вчений, що створив його, намагається зупинити монстра.

## У ролях
| Актор                 | Роль        |
| --------------------- | ----------- |
| Брайон Джеймс         | Девід Аллен |
| Керолін Енн Кларк     | Тейлор      |
| Мілтон Рафаель Мурілл | Треверс     |
| Брайан О'Шонессі      | Аксельрод   |
| Нік Ешбі              | Гарпер      |
| Чарльз Комін          | Гаррі       |
| Ембет Девідц          | Дженніфер   |
| Юрген Геллберг        | Вейд        |
| Лін Гукер             | реєстратор  |
| Грег Леттер           | Мерфі       |
| Ніл МакКарті          | Адам        |
| Деніс Сміт            | професор    |